# Зґвалтування

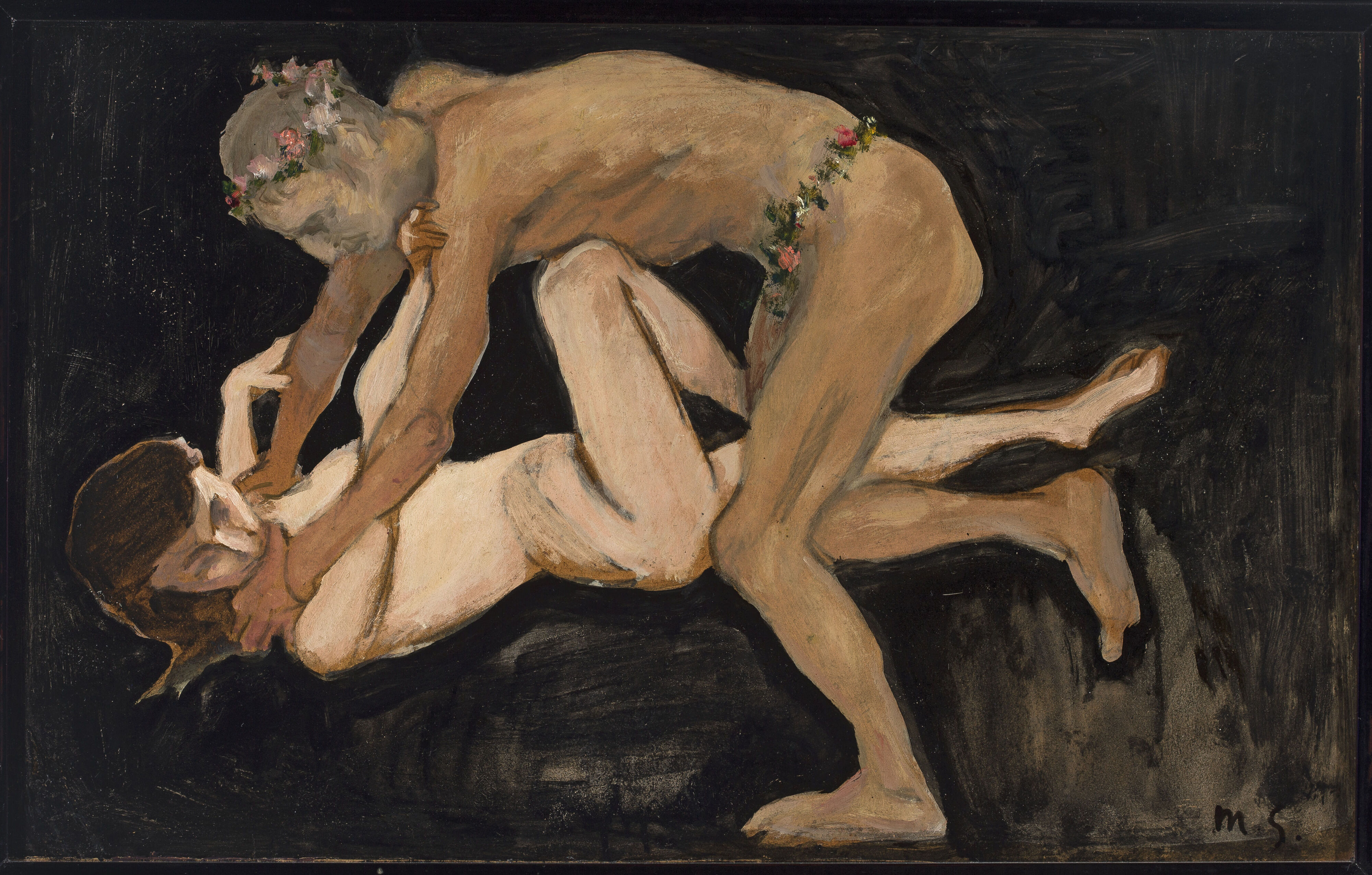
Фавн і дівчина., 1905.

Зведений індекс зґвалтувань жінок у 2018 році, дані з WomanStats Project.
Зґвалтування не є великою проблемою в цьому суспільстві
Зґвалтування є невеликою проблемою у цьому суспільства
Зґвалтування є проблемою в цьому суспільстві
Зґвалтування є серйозною проблемою в цьому суспільстві
Зґвалтування є ендемічним у цьому суспільстві
Брак даних

Зґвалтува́ння — статевий злочин, що полягає у вчиненні статевого акту або проникненні (вагінальному, анальному, оральному) в тіло людини геніталіями чи будь-якими іншими предметами без свідомої добровільної інформованої згоди на ці дії людини, в тіло якої відбувається проникнення. Зґвалтуванням чи розбещенням є також сексуальні дії з неповнолітніми, непритомними, сплячими тощо, оскільки вони не можуть дати згоду на секс.
Найчастіше зґвалтування відбувається із застосуванням фізичного насильства чи його погрозою, психологічним тиском (використовується залежність жертви від ґвалтівника: економічна, соціальна, психологічна; особливо в контексті домашнього насильства). Також використовується безпорадний стан потерпілої людини — сон, непритомність, сп'яніння, психічний розлад, інвалідність.
Більшість зґвалтувань (до 94 %), попри поширений стереотип про неврівноваженого незнайомця, скоюють близькі та знайомі жертви (чоловіки, члени родини, колеги, лікарі тощо).

## Статистика

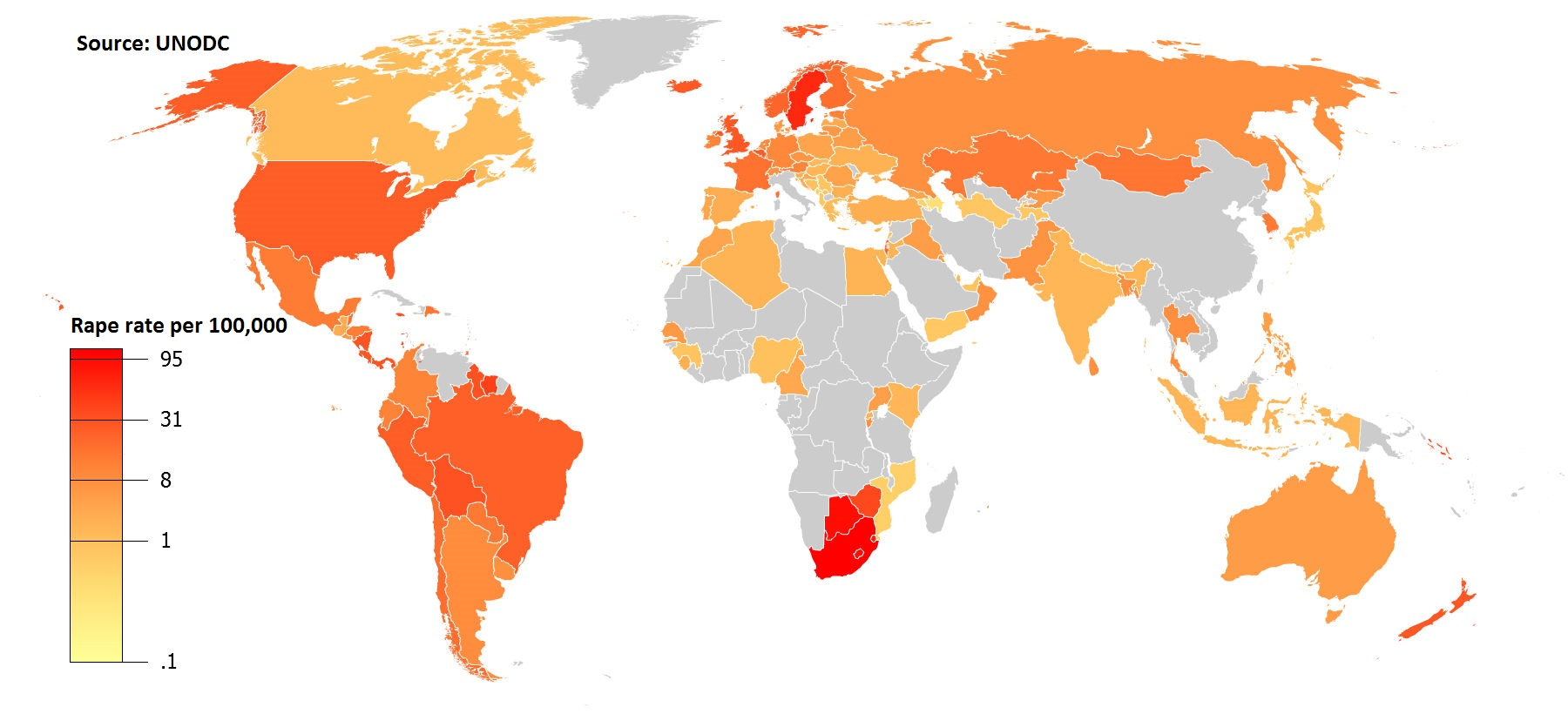
Кількість зґвалтувань на 100000 осіб, 2010—2012.

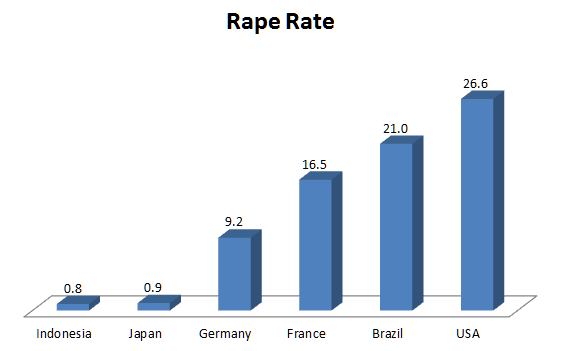
Зґвалтування, про які було заявлено, на 100,000 осіб (2011)

Статистика зґвалтувань є неповною, викривленою, часто відсутньою через три складові:
- Незаявлюваність. Зґвалтування є одним із найбільш незаявлюваних (underreported) злочинів по всьому світу. Особливо це стосується зґвалтувань в контексті домашнього насильства. Більшість жінок не заявляють про зґвалтування через соціальний тиск, звинувачення жертви (зокрема самозвинувачення), страх за свою безпеку, небажання повторної віктимізації системою правосуддя, через психологічну травму, нанесену зґвалтуванням, та інші його наслідки.
- Замовчування. Культура зґвалтування та створюваний нею соціальний тиск на постраждалих придушують гласність зґвалтувань та відкритий суспільний діалог на тему сексуального насильства. Залякування з боку оточення, сором, почуття провини, нестача адекватної інформації про стратегію дій у випадку зґвалтування, страх повторного зґвалтування чи іншої помсти від кривдника, а також невіра у те, що ґвалтівник буде покараний, призводять не лише до незаявляювання зґвалтованими жінками до правоохоронних органів, а й до їхнього незвертання за допомогою (включно з невідкладною медичною), приховування вагітності, травм чи хвороб, отриманих внаслідок нього, аж до повного замовчування потерпілими факту зґвалтування.
- Безкарність. Вкрай мала кількість заяв про факти зґвалтувань, поєднуючись з іншими особливостями розслідування статевих злочинів (такими, як відмови правоохоронців приймати від жінки заяву про зґвалтування, некриміналізованість багатьох видів сексуальних злочинів у різних країнах (наприклад, юридична підтримка зґвалтування дружини чоловіком у мусульманських країнах), упередженість щодо жертви, пошук доказів вини чи «провокації» з боку потерпілих, надання суддями переваги підходу примирення сторін над покаранням винних), робить відсоток зґвалтувань, за котрі кривдники понесли покарання, мізерним стосовно решти зґвалтувань. Крім того, дуже часто покарання непропорційно легкі та нетривалі. Це запускає цикл безкарності, котрий впевнює людей у марності звертань до правосуддя чи надій на відшкодування завданої їм шкоди.

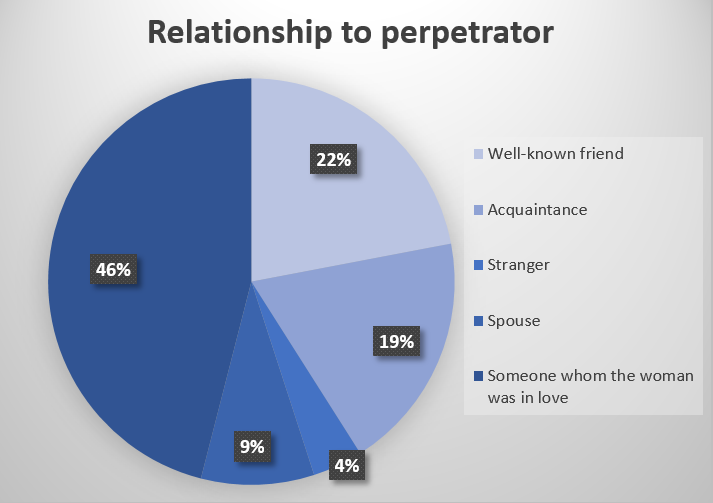
Стосунки жінок із гвалтівниками (2011):
- хтось, у кого жінка була закохана (46 %),
- добре знаний друг (22 %),
- знайомий (19),
- чоловік (9 %),
- незнайомець (4 %).

Більшість зґвалтувань (до 94 %), попри поширений стереотип про неврівноваженого незнайомця, скоюють близькі та знайомі жертви (чоловік, члени родини, колеги, лікарі тощо).
| Статистика зґвалтувань в Україні[джерело?] | Зареєстровано злочинів | Зареєстровано злочинів | Відсоток розкриття | Відсоток розкриття |
| Статистика зґвалтувань в Україні[джерело?] | 2007 рік               | 2008 рік               | 2007 рік           | 2008 рік           |
| Зґвалтування (та замах)                    | 878                    | 880                    | 91,8               | 89,7               |

### Історія
У багатьох древніх та примітивних культурах існували сексуальні табу, пов'язані з дефлорацією (описані, наприклад, Фрейдом у «Тотемі і табу»), що вбачали у жіночій сексуальності демонізм, для захисту законного чоловіка від котрого перший статевий акт із нареченою необхідно здійснити іншим чоловікам (жерці, старійшини, родичі нареченого), іноді — групою чоловіків або з застосуванням спеціальних пристосувань для вагінального проникнення.
Середньовічне право першої ночі передбачало секс чоловіків-феодалів із новоспеченими дружинами підлеглих чоловіків, як одноразовий (дефлоруючий), так і тривалий (протягом певного періоду).

## Правове регулювання
У всіх сучасних законодавствах зґвалтування визнається одним з найтяжчих видів злочинів, проте так було не завжди. Історія правового регулювання зґвалтувань характеризується тривалим невизнанням зґвалтування злочином (особливо в шлюбі чи стосунках), вимогами додаткових доказів, що жінка не бажала бути зґвалтованою (таких, як крики про допомогу, активний опір чи травми внаслідок нього), обмеження покарання злочинцю (наприклад, з допомогою аргументації про попереднє сексуальне життя («розпусність») жертви, її стан сп'яніння чи добровільний секс зі злочинцем у минулому). Ці юридичні викривлення, породжені міфами про зґвалтування, розвінчувалися прецедентними випадками, проте є й досі не подоланими остаточно.

### Історія
У стародавньому праві зґвалтування трактувалося як вид насильства над особистістю взагалі, і навіть пізніше римське право підводило його лише під поняття vis (просто фізичне насильство, безвідносно до сексуального характеру дій злочинця), і не включало його у відомому Lex Julia de adulteriis, присвяченому статевим злочинам (stuprum), взагалі. Лише в новому праві на перший план висувається момент посягання (при чому, тільки на цноту), момент же насильства у зґвалтуванні грає другорядну роль.
За часів старозавітного права у євреїв доведене зґвалтування каралося стратою. При цьому покарання поширювалося на обидві сторони, якщо жертва не закликала до допомоги (це прирівнювалася до заохочення злочину). Якщо була зґвалтована заручена дівчина, то ґвалтівник мав заплатити її батькові 50 шекелів срібла і взяти шлюб з потерпілою, втрачаючи право на розлучення.
У закордонному законодавстві XIX-початку XX століття найважливішою ознакою зґвалтування вже стало не насильство як таке, а відсутність згоди потерпілої на статевий акт. Це поділило зґвалтування на два види: секс без згоди жінки й без уживання насильства (Stuprum nec violentum, nec voluntarium), і секс проти волі жінки, за допомогою фізичного або морального насильства над нею (Stuprum violentum). До першого виду (секс без згоди жінки) відносились:
1. Розтління малолітньої (по укладенню про покарання — дівчина, яка не досягла 14 років, а в Південному Кавказі — 13-ти), без насильства, але із зловживанням її невинністю і невіданням;
2. Секс із жінкою в стані, при котрому вона не могла захищатися, якщо цей стан не викликав для мети сексу сам злочинець. Сюди відносили секс із жінкою в несвідомому стані, наприклад, сну, сильного сп'яніння, психічно хворою тощо. Російське право не передбачало таких випадків безпосередньо, але судова практика визнавала їх зґвалтуванням. Цей же погляд був характерний для французької судової практики. Німецьке укладення (§ 176, п. 2), ні (ст. 2 43) і бельгійський Code pénal — передбачали такі випадки спеціально, хоча і вважали їх легшим видом зґвалтування і визначали для них менше покарання;
3. Секс без насильства, але за допомогою обману. Багато законодавств передбачали і цей випадок окремо.

До другого виду (зґвалтування у вузькому сенсі, секс проти волі жінки) відносили вчинення статевого акту з жінкою, над якою для цієї мети були вчинені насильницькі дії, що усували її опір.
У старому праві шлюбний статус жінки, над якою скоїли насильство, вважався суттєвою обставиною — за зґвалтування одруженої жінки карали суворіше.
У деяких законодавствах конкретизувалося і поняття насильства, наявність якого обумовлює кваліфікацію діяння як зґвалтування. Російське Положення кінця XIX століття, за прикладом французького кодексу, залишало визначення його судовій практиці, що збереглося і до цього дня. У більш ранніх законодавствах вказувалися особливі умови, наявність яких були потрібна для пред'явлення звинувачення в зґвалтуванні, — умови доказового, процесуального характеру. Так, наприклад, Військовий статут Петра I (арт. 166) і його тлумачення вимагали доказів того, що жертва кричала і закликала на допомогу, або щоб насильницькі дії залишили сліди на тілі зґвалтованої тощо.

### На території України

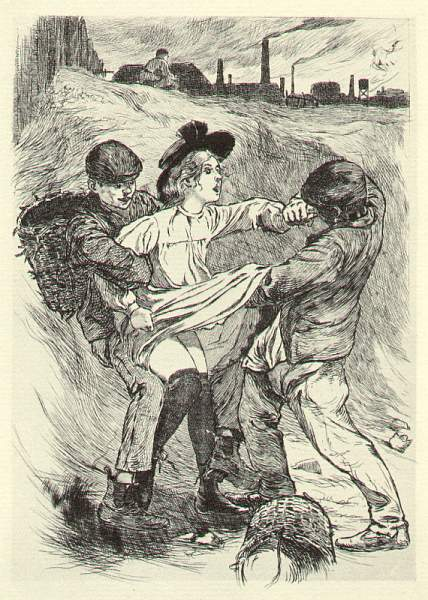
Зґвалтування (Мартін ван Меле, 1905)

Вперше поняття «зґвалтування» зустрічається в XI ст. в «Руській правді», а саме в «Статуті Ярослава Володимировича»: «Коли наскочить на жінку на коні …». Чіткого визначення даного виду злочину в документі немає. Покарання за зґвалтування — грошовий штраф (вира), розмір якого зростав при замаху на злочин проти жінки привілейованого стану.
У 1529 році прийнято перший статут Великого князівства Литовського, який встановлював: «Якщо хто-небудь зґвалтував жінку або дівчину, незалежно від її стану, то такий ґвалтівник повинен бути присуджений до страти. Якщо ж постраждала побажала б вийти за нього заміж, то це в її волі, а злочинець тоді прощається».
Артикул військовий 1715 року. Глава 20 регламентує статеві злочини, розгляд яких раніше майже цілком належав до компетенції церкви. Поряд зі зґвалтуванням встановлюється покарання за скотолозтво, мужолозтво, перелюбство, двошлюбність, укладання шлюбу в близьких ступенях споріднення, кровозмішання. Артикул 167, що передбачає покарання за зґвалтування жінки, встановлює однакове покарання (стратою) незалежно від того, на своїй або на ворожій землі був вчинений злочин, проти вільної жінки чи проституйованої: «…насильство є насильство, хоч над блудницею або чесною жінкою, і слід… не на особу, але на справу й саме обставини дивитися» і «коли хто жіночої статі, стару або молоду, замужню або неодружену, на ворожій або дружній землі зґвалтує, і освідується, і тому голову відітнути, або вічно на галеру послати, по силі справи».
В 1845 р. було прийнято «Уложення про покарання карних й виправних», система злочинів якого включала розділ Х «Про злочини проти життя, здоров'я, волі й честі приватних осіб» (ст. ст. 1920—2039) і розділ XI «Про злочини проти прав сімейних» (ст.ст. 2040—2093). Тут зґвалтування згадується як кваліфікаційна обставина іншого злочину.
Карний кодекс 1903 р. Злочини проти моральності регламентувались главами 26 «Про злочинні діяння проти особистої волі» і 27 «Про непотребство» Карного кодексу. Існувала градація потерпілої залежно від її віку. Законодавець особливо виділяє стан жертви, що за різних обставин залежить від винного. Як покарання за ці злочини ув'язнення або утримання у виправному будинку.
Уведений у дію в 1960 р. Кримінальний Кодекс РСФСР — за здійснення зґвалтування особа засуджувалась або до позбавлення волі на тривалий час, або, за злочин, вчинений за особливо кваліфікаційних обставин, — до страти.
У сучасних нормативно-правових актах України найвища міра покарання за зґвалтування — це позбавлення волі.

#### Характеристика злочину
Зґвалтування порушує статеву волю потерпілої особи, яка є видовим об'єктом цього злочину. Кримінальний закон охороняє статеву волю жінки і статеву волю чоловіка, що можуть бути потерпілими. Статевою волею володіють усі фізично та розумово розвинуті особи, які розуміють значення та наслідки статевих прагнень, сексуальних дій. Тобто малолітні (до 14-ти років), люди з психічними порушеннями, а також ті, хто не розуміють значення сексуальних дій чи не мають можливості чинити їм опір або суперечити, статевою волею не володіють. Тільки щодо цих осіб відповідний статевий злочин буде посяганням на їхню статеву недоторканість.
Сутність зґвалтування полягає у вчиненні статевого акту насильно, поза волею жінки чи чоловіка, без їхньої згоди. Статевий акт визнається зґвалтуванням, якщо опір особи статевому акту був дійсним, а не удаваним, коли вона нібито суперечить, а насправді не заперечує проти статевого акту. При зґвалтуванні статевий акт вчинюється насильно, тобто із застосуванням злочинцем фізичної сили (утримання силою, зв'язування, завдавання ударів, побоїв і подібними діями, які могли змусити потерпілих припинити опір, зламати його).

## Види зґвалтування
Докладніше — Типи зґвалтування.
- Масові воєнні зґвалтування та геноцидні зґвалтування — історично повсякчасне масове сексуальне насильство солдат над жінками країни-супротивниці на ворожій території на знак перемоги чи як засіб винищення (заміни) ворожого генофонду, а також як засіб терору, залякування, зламування духу чи помсти;
- Корекційне зґвалтування — зґвалтування лесбійок, виправдовуване «лікувальною метою»: насильство заради «корекції» сексуальної орієнтації; особливо поширене у Південно-Африканській Республіці, часто супроводжується вбивством.
- Подружнє (зґвалтування у шлюбі) — сексуальне насильство проти жінок їхніми партнерами;
- Зґвалтування з застосуванням наркотиків. Див. Наркотик для зґвалтування;
- Зґвалтування в кампусах — стихійне сексуальне насильство проти жінок та дівчат у студентських гуртожитках;
- Зґвалтування на побаченнях  — зокрема, зґвалтування дівчат-підлітків;
- Серійні зґвалтування:
- Групове зґвалтування;
- Тюремне зґвалтування;
- Зґвалтування знайомими:
- Зґвалтування обманом.

### За українським кримінальним правом
В українському кримінальному праві зґвалтуванням визнається не весь відповідний корпус міжнародно визнаних злочинів, а також є ряд вимог та умов такого визнання.
Зґвалтування з погрозою вбивства
Статевий акт вчиняється із застосуванням погрози вбивства, заподіянням тілесних ушкоджень потерпілій особі чи її близьким та рідним (дітям, батькам), за умови, що винна особа погрожувала здійснити погрозу негайно. Не визнаються ознаками зґвалтування такі погрози, які не могли змусити потерпілу особу припинити опір (вважається, що вони не позбавляють потерпілу особу можливості вжити засобів захисту):
- застосувати насильство колись, у майбутньому;
- знищити чи пошкодити малоцінне майно;
- розповсюдити вигадки чи дійсні факти, які можуть уразити гідність потерпілої особи;

Зґвалтування з використанням безпорадного стану потерпілої особи
Статевий акт визнається зґвалтуванням, якщо був вчинений з використанням безпорадного стану потерпілої особи, коли вона за фізичним чи психічним станом не могла розуміти вчинюваних з нею дій або чинити опір кривднику, який міг усвідомлювати, що потерпіла особа перебуває саме в такому стані. Такий стан може виникнути через хвороби, похилий вік, фізичні недоліки, малолітство, патологічне сп'яніння тощо.
Фізіологічне сп'яніння, алкогольне чи наркотичне теж може бути визнано безпорадним станом, але таке буває лише тоді, коли потерпіла людина була настільки п'яною, що не могла усвідомлювати дійсності, розуміти того, що з нею роблять, і через це не могла чинити опір насильству. Для визначення, чи була потерпіла особа у безпорадному стані внаслідок застосування лікарських препаратів, наркотичних засобів, отруйних, токсичних чи інших сильнодійних речовин, призначається відповідна експертиза.
Для відповідальності за зґвалтування не має значення, через які причини виник безпорадний стан потерпілої особи— чи його створив винний, чи він виник незалежно від нього і його дій.
Зґвалтування, вчинене повторно
Зґвалтування особою, яка раніше вчинила такий злочин. Під час розв'язання питання про повторність зґвалтування не враховуються ті випадки, коли потерпіла особа не подавала заяви про притягнення винного до відповідальності. Не утворюють повторності:
- зґвалтування, за які знята чи погашена судимість, стосовно яких уже закінчилися строки притягнення до відповідальності;
- якщо злочинець за попереднє зґвалтування був у встановленому законом порядку звільнений від кримінальної відповідальності.

При вчиненні двох і більше зґвалтувань, передбачених різними частинами ст. 152 КК, а також при вчиненні в одному випадку замаху на зґвалтування або співучасті в цьому злочині, а в іншому — завершеного зґвалтування, дії винного кваліфікуються за сукупністю злочинів. Не виникає повторності і тоді, коли потерпіла особа від першого зґвалтування не подала заяви про порушення справи про притягнення винного до кримінальної відповідальності.
Групове зґвалтування
Зґвалтування визнається груповим, якщо воно було вчинене:
1. Групою осіб щодо однієї потерпілої особи, коли статевий акт вчинив тільки один із винних, а інші сприяли йому в цьому, впливаючи фізично чи психічно на потерпілу особу
2. Групою осіб щодо однієї потерпілої особи, коли статевий акт вчинили всі чи декілька членів групи. Зґвалтування, вчинене групою осіб, припускає спільні погоджені дії двох або більше осіб, які вчинили зґвалтування однієї потерпілої особи по черзі кожен окремо без допомоги іншого. Зґвалтування визнається вчиненим групою осіб і в тих випадках, коли особи, які брали участь у зґвалтуванні, діяли погоджено щодо потерпілих. Та обставина, що винні по черзі вчиняли з потерпілою особою статевий акт кожен окремо, не виключає того, що вони діяли групою і не виключає цієї кваліфікаційної ознаки зґвалтування — вчинення його групою осіб.
3. Групою осіб щодо декількох потерпілих, коли кожен суб'єкт злочину зґвалтував одну із потерпілих осіб, а їхні дії поєднувалися спільністю наміру. Якщо ж насильство було застосоване хоча і одночасно, в одному і тому самому місці різними винними щодо різних потерпілих без такої єдності наміру, то таке зґвалтування не визнається груповим.
Зґвалтування неповнолітньої особи
Зґвалтування неповнолітньої чи неповнолітнього, тобто особи, яка не досягла 18-річного віку, має ознаки складу злочину ч. З ст. 152 КК України, якщо винний знав або міг знати, що вчинює зґвалтування неповнолітньої(-го). 

### Пов'язані злочини та явища
- Проституція та насильство над проституйованими, зокрема, в Україні. Шведське законодавство та ряд інших країн, де працює модель криміналізації клієнта («північна», або «шведська» модель), розглядають секс із проституйованою жінкою та покупку інших сексуальних послуг як зґвалтування за гроші. Див. Культова проституція. Проституція тісно пов'язана з торгівлею людьми та сексуальним рабством, всередині неї одні з найвищих рівні насильства над жінками (насильство проти проституйованих[en]). Офіційно примусовою[en] є мізерна частка дійсно примусової проституції. Комерційна сексуальна експлуатація дітей також дуже поширена у проституції та порнографії. Більшість течій руху за права жінок (крім про-секс фемінізму), особливо початкові (такі як радикальний фемінізм) є виразно антипроституційними та підтримують шведську модель; найгостріше тематику проституювання як зґвалтування освітлює антипроституційний фемінізм.
- Порнографію та порноіндустрію феміністська критика розглядає як форму зґвалтування, оскільки в них жінки-акторки займаються сексом поза природним сексуальним чи тим паче романтичним потягом до статевих партнерів та партнерок, а формальна згода на секс, котру вони дають, є результатом досить невільного вибору, спричиненого патріархальною системою гноблення та дискримінації жінок у більш прибуткових та престижних галузях працевлаштування. Порнографія, хоча й не так тісно, як проституція, пов'язана з торгівлею жінками та дівчатками. Великою шкодою порнографії також вважається масове постановче фільмування саме шкідливих, небезпечних, неприємних для жінок, або ж неприйнятних чи малопоширених сексуальних практик для ефекту шоку і комерційної успішності порнофільмів, що сприяє нормалізації таких практик серед молодого покоління чоловіків і вимог до реальних жінок брати в них участь. Порнографія створює та укріплює хибне уявлення, ніби жінка готова до будь-яких форм сексу будь-коли, на умовах чоловіка і виключно задля його, а не власного, сексуального задоволення.
- Сексуальні домагання (в тому числі на вулиці («кет-колінг»: непрохані коментарі, пропозиції чи натяки сексуального характеру від незнайомих осіб, що позиціюються ними як «комплімент» і суспільно виправдовуються, хоча по суті є гарасментом), на роботі, лапання) в ряді країн криміналізовані як форма сексуального насильства, що передує та призводить до зґвалтувань.
- Примусова вагітність та Репродуктивне насильство.
- Сексуальне насильство над дітьми (в тому числі розбещення, педофілія та інцест), особливо в складі домашнього насильства.

## Наслідки зґвалтування
Наслідками зґвалтування можуть бути короткочасний або тривалий розлад здоров'я жертви, зараження хворобами, що передаються статевим шляхом, небажана вагітність, тимчасові психічні розлади і захворювання, самогубство та ін.
В українському кримінальному праві особливо тяжкими наслідками зґвалтування вважають:
- смерть потерпілих;
- самогубство потерпілих,
- психічні захворювання, які настали внаслідок зґвалтування.
- заподіяння при зґвалтуванні тілесних ушкоджень, що викликали втрату зору, слуху, переривання вагітності, втрату здатності до дітонародження, непоправне знівечення обличчя[2].

Не належать до особливо важких наслідків зараження ХПСШ, якщо останні не викликають тяжких тілесних ушкоджень, та небажана вагітність.

### Психічні розлади
Зґвалтування є гострою психологічною травмою і може призводити до психічних розладів і захворювань у постраждалої людини, а також погіршувати наявні, такі як:
- Синдром травми зґвалтування[en] — специфічний комплекс симптомів, викликаний зґвалтуванням;
- Посттравматичний стресовий розлад,
- Депресія та субдепресії, в тому числі великі, котрі часто призводять до самогубств.
- Розлади тривожного спектра, зокрема, панічний,
- Залежності: від наркотиків (часто алкоголь), харчові розлади (наприклад, анорексію),
- Різноманітні розлади сексуальності, такі як страх сексуальних контактів, аноргазмія, вагінізм,
- Ризик потрапляння в нездорові стосунки (залежні, співзалежні, аб'юзивні).

### Небажана вагітність
Одним з потенційних наслідків зґвалтувань є небажана вагітність. В українському судочинстві позбавлення потерпілої незайманості і настання вагітності внаслідок зґвалтування не належать до числа особливо тяжких наслідків.
Сам фактор зґвалтування може викликати труднощі під час і після вагітності, з потенційними негативними наслідками для здоров'я матері і дитини. Медичний догляд після зґвалтування охоплює перевірку, запобігання чи контроль за вагітністю. Жінка, яка завагітніла внаслідок зґвалтування, вимушена стояти перед рішенням про те, щоб зробити аборт, віддати дитину на усиновлення тощо. У деяких країнах, де аборти заборонені навіть після зґвалтування й інцесту, понад 90 % вагітностей у дітей 15 років і молодше стаються в результаті зґвалтування членами сім'ї. В Україні вагітність внаслідок зґвалтування віднесена до соціальних показань для переривання вагітності.
Помилкове переконання, що вагітність майже ніколи не може бути результатом зґвалтування, було поширене протягом століть. У Європі з часів середньовіччя і в 1700-х років чоловік міг використовувати фактор вагітності жінки у ролі правового аргументу, щоб довести, що він не міг би зґвалтувати її, оскільки настання вагітності нібито означало, що жінка насолоджувалася сексом і тому погодилася на нього. В останні десятиліття деякі політики, що виступають проти абортів узагалі, та організації, що борються проти легальних абортів у випадках зґвалтування, представили претензії, що вагітність нібито виникає вельми рідко від зґвалтування і що практична значущість таких винятків із закону про аборти обмежена чи взагалі відсутня.

## Ставлення суспільства

### Культура зґвалтування
Зґвалтування жінок чоловіками є настільки поширеними та настільки безкарними, тому що підтримуються комплексом суспільних практик, що їх виправдовують та нормалізують, вбудовані в людську культуру як нормальне, прийнятне і дозволене явище. Ці практики, базовані на гендерних стереотипах та сексизмі, діють на людей обох статей з раннього дитинства, виховуючи у хлопчиків та чоловіків упевненість у прийнятності насильства «за певних обставин» (особливо в стосунках: у багатьох країнах досі відсутнє широке розуміння, що в шлюбі можливе зґвалтування), схильність ігнорувати відмову жінок у сексі чи трактувати її як згоду, а у жінок — схильність терпіти дискомфорт чи кривдження у сфері сексуальності, пробачати сексуальне насильство, не заявляти про нього тощо. Такий укорінений суспільний дискурс, що уможливлює, підтримує та виправдовує сексуальне насильство стосовно жінок, називається культурою зґвалтування.

### Міфи про зґвалтування
Більшість патріархальних культур розглядає зґвалтування як недостойну для потерпілих подію, котрої варто соромитися та замовчувати, тримати в таємниці. Завдяки цьому суспільне звинувачення та тиск переносяться зі злочинця на зґвалтовану. Такий підхід підтримують поширені хибні уявлення про зґвалтування, ґвалтівників та зґвалтованих, широко поширені у більшості культур, — так звані міфи про зґвалтування. Найпоширеніші з них:
- Ніби жінки здебільшого чи повсякденно брешуть про зґвалтування.[8][9][10][11][12]
- Ніби те, в що одягнута потерпіла, може призвести до сексуального насильства над нею, чи що зґвалтування є виною жертви, а не злочинця, якщо на ній був відкритий («провокаційний») одяг.[13][14]
- Ніби жертви, а не злочинці, несуть відповідальність за зґвалтування, якщо жертви були нетверезі, коли його над ними вчинили.[15][16][17]
- Ніби більшість зґвалтувань вчиняються незнайомцями.[9][10][13][18] (Насправді більшість зґвалтувань вчиняються друзями, членами родини, знайомими потерпілих жінок та дівчат).[19][20][21][22]
- Ніби коли чоловік платить за вечерю чи побачення, то від жінки очікується відплата сексом.[8][9][11]
- Ніби жінки, яких зґвалтували, часто цього заслуговували — особливо, якщо вони зайшли в дім чоловіка чи сіли в його машину; чи що такі дії автоматично означають чи прирівнюються до згоди на секс.[23][9][12]
- Ніби це не зґвалтування, доки жертва відбивається/фізично протистоїть, або що це не зґвалтування, поки жертва фізично скута чи ушкоджена[9][13][24][25] (в реальності багато зґвалтувань не включають фізичного примусу, як у випадках з жертвами, обмеженими в можливостях або несвідомими, або коли нерівновладні стосунки змушують жертву підкорятись).[26][27][25][28]
- Ніби жінка повинна бути здатною уникнути зґвалтування, «відбившись» від ґвалтівника, і що вона відповідальна за те, щоб це зробити.[23][20]
- Ніби деякі жінки таємно мріють бути зґвалтованими.[10][12][13][21]
- Ніби зґвалтування дружини чи постійної партнерки не є зґвалтуванням.[13][10][12]
- Ніби зґвалтування — це просто небажаний секс, а не карний злочин.[10]
- Ніби жінка «просила/напросилася» на зґвалтування — наприклад, фліртом, провокативним вбранням, вживанням алкоголю чи попередньою сексуальною розкутістю — чи що тільки той певний «тип» жінок (т. зв. «поганих дівчаток») ґвалтують.[23][29][30][12][21][31]
- Ніби чоловіки нездатні контролювати себе, як тільки сексуально збудяться, і тому жінки відповідальні за зґвалтування, якщо допустили речам зайти так далеко.[9][13][24]
- Ніби згода на поцілунки, петинг тощо автоматизує згоду на статевий акт.[32]
- Ніби в більшості випадків жінки фальшиво свідчать про вигадані зґвалтування: «зі злості», «щоб подолати провину після сексу, про який жалкують», «щоб приховати небажану вагітність» чи «для привернення уваги»[13][24] (В реальності, за наявними світовими даними, жінки в цілому повідомляють поліцію про менше ніж 2 % зґвалтувань, котрих зазнають).
- Ніби зґвалтування в основному мотивоване сексуально (багато вчених виявили, що не секс, а влада та/або гнів часто є головним мотиватором зґвалтувань).[18][33]
- Ніби більшість ґвалтівників є психічно нездоровими.[12][21][33]
- Ніби згода на один сексуальний акт включає згоду на наступні (і тому зґвалтування неможливе, якщо жертва та ґвалтівник раніше мали секс за згодою).[32]
- Ніби «справжні» жертви повідомляють про зґвалтування негайно, а ті, хто мовчать, справжніми жертвами не є, «не такі вже й зґвалтовані», а отже, злочину не було. В реальності жертви часто не повідомляють про зґвалтування через соціальний тиск, ризик наслідків, психологічну травматизацію на кшталт розладів, відомих як Синдром травми зґвалтування[en]. Жертви зґвалтувань часто переживають породжені міфами про зґвалтування та/або нав'язані оточуючими провину та сором, що стримують їх від повідомлення про злочин, тимпаче термінового).[34][32][35][36]. З тієї ж причини близькі чи знайомі, котрим жінки зізнаються про зґвалтування, відмовляють їх від звернення до правоохоронних органів. Фінальною ланкою в ланцюгу приховування та безкарності зґвалтувань є відмови правоохоронців приймати заяви про зґвалтування та розслідувати злочин. При цьому правоохоронці користуються тим же інструментарієм міфів про зґвалтування, звинувачуючи, соромлячи та, нерідко, принижуючи потерпілу, аби вона не домагалася слідства, таким чином повторно віктимузіючи її.[35][37][36][38][39]

### Звинувачення жертви
Поширеною практикою щодо зґвалтувань є безпрецедентний стосовно будь-яких інших злочинів прийом апріорно звинувачувати потерпілу, а не злочинця, у тому, що над нею вчинили сексуальне насильство, і шукати докази провини жертви, особливо, якщо потерпілою є жінка. Такі практики включають надмірну увагу до стану жертви перед та під час зґвалтування, те, чи чинила вона опір ґвалтівнику, в тому числі упередженість слідства й правоохоронних органів (відмову приймати заяву, допитування, у що жертва була одягнена, чи вживала психоактивні речовини, яким було її сексуальне життя до зґвалтування чи стосунки з кривдником, та навіть (донедавна повсюдно) включення цих фактів до судової справи як аргументів за виправдання нападника), і називають звинуваченням жертви (віктімблеймінгом). У радянській науці існував навіть концепт віктимності (гадані характеристики жертви, які могли «провокувати» зґвалтування) та напрямок досліджень з наукового обґрунтування таких характеристик («віктимологія»): підхід широко застосовувався в юридичній практиці ведення справ про зґвалтування.

### Сексуальна об'єктивація жінок
Сексуальна об'єктивація — це поширене представлення образу жінки в медіа, мистецтві, рекламі тощо тільки як тіла чи сексуальних частин тіла, об'єкта для задоволення чоловічих статевих потреб. Поширений маркетинговий трюк про те, що «секс продає», та обмеження рекламниками цільової аудиторії до молодих гетеросексуальних чоловіків призводить до перенасичення рекламної продукції сексуалізованими образами жіночого тіла, сутнісно не пов'язаними з продуктом, що рекламується, котрі символічно «обіцяють» успіх, достаток та сексуальну привабливість чи потенцію «справжнього чоловіка», якщо він купить продукт, пропонуючи жінок як трофей чи приманку. Знеособлення та сексуалізація жінок в інформаційному просторі підвищує ризики сексуального насильства над ними.

### Контроль жіночої сексуальності
До присутнього людству контролю жіночої сексуальної та репродуктивної поведінки чоловіками належать більшість видів сексуального насильства проти жінок, а також суспільні практики втручання у жіночу сексуальність, наприклад:
- сприйняття жінок та їх сексуальності і репродуктивного потенціалу як товару, власності чоловіка, маркування їх відповідним чином (наприклад, зміна прізвища на чоловіче при вступі жінки в шлюб; традиція імен по батькові) і покупка та продаж їх як у законних чи частково законних (посаг, право першої ночі), так і в незаконних формах (проституція, порнографія, трафіканг);
- подвійні стандарти щодо позашлюбної сексуальної активності (чоловіча — заохочується, жіноча — карається); покарання «збезчещених» (в тому числі зґвалтованих) жінок та жінок, що не бажають сексуально підкорятись чоловікам, смертю («вбивства честі», «смерть за посаг», спалювання наречених);
- антиабортні ініціативи та законодавство, брак доступу до контрацепції, державні політики планування сім'ї (замість індивідуальних), брак сексуальної освіти та інформації про безпечний секс, часто за сприяння релігійних інститутів та для «захисту моральності» жінок;
- екстремальні види контролю, такі як калічення геніталій, примусова стерилізація.
- Методи психологічного впливу включають міфи про зґвалтування, слатшеймінг (засудження розкутої сексуальної поведінки жінок чи демонстрації тіла в неодобрюваних суспільством контекстах за «надмірну сексуальність» прирівнюванням до повії), звинувачення жертви, залякування, цькування, сексуальну об'єктивацію (наприклад, розміщення плакатів з оголеними жінками на робочому місці створює на жінок, що працюють поряд, гнітючий вплив).

## Резонансні справи
Окремі випадки зґвалтувань увійшли в історію, ставши прецедентами для оновлення юридичних підходів до зґвалтування чи ламаючи гендерні норми свого часу про «правильну» поведінку зґвалтованої і її оточення, або ж через свою скандальність.
- ЯНеБоюсьСказати — український інтернет-флешмоб 2016-го року, що спричинився постом журналістки Анастасії Мельниченко у Facebook, під час якого жінки України, а пізніше Росії та Білорусі, масово почали зізнаватися в пережитому ними сексуальному насильстві.
- У жовтні 2017 року світ сколихнув флешмоб всесвітнього масштабу MeToo, запущений розголосом численних сексуальних зловживань кіномагната Гарві Вайнштайна (див. Звинувачення Гарві Вайнштайна), що призвів до вироку щодо магната про позбавлення волі.
- Зґвалтування в Кагарлику — жінку піддавали тортурам та ґвалтували у поліцейському відділку працівники поліції.
- Убивство Ельзи Кунгаєвої
- Убивство Оксани Макар
- Рейнар Синага ґвалтував гомосексуальних і на гетеросексуальних чоловіків. Всього близько 137 жертв.[40]

Відомі ґвалтівники та особи, що звинувачувались у зґвалтуванні:
- Звинувачення Гарві Вайнштайна починаючи з 2017 року включають 106 заяв від жінок про сексуальне насильство, понад 30 — про зґвалтування. У 2020 році засуджений до 23 років позбавлення волі[41].
- Дональд Трамп — Президент США, відомості про сексуальні зловживання котрого (зокрема, вірусне відео, в котрому Трамп хвалиться сексуальним насильством, котре він чинив чи збирався чинити) набули розголосу під час його виборчої кампанії та не завадили зайняти президентське крісло.
- Ендрю, герцог Йоркський — син королеви Великої Британії, звинувачений у зґвалтуванні неповнолітньої, наданої йому Джеффрі Епштайном[42][43].
- Джеффрі Епштайн — впливовий сутенер та педофіл, який постачав неповнолітніх дівчат високопосадовцям і уник покарання за численними судовими позовами постраждалих. У 2005 році подана перша заява, у 2019 знайдений мертвим у своїй камері[44][45].

## У культурі та мистецтві
Серійним ґвалтівником був міфічний Зевс (Юпітер), злочини якого романтизувалися та схвалювалися в численних історіях як доказ могутності та сили. Цей факт ілюструє примітивне ототожнення потенції й сили сексуального потягу чоловіка (і, врешті, ступінь його сексуальної агресії щодо жінок) з його маскулінністю та особистістю загалом, котре досі використовується виробниками сексистської реклами та медіаконтенту. Про згоду чи права жінок відмовляти в сексі у давньогрецький міфах не йшлося в силу патріархатності суспільств, що творили ці міфи.
До вигаданих ґвалтівників належать як негативні герої, такі як Фредді Крюгер, так і протагоністи, наприклад, Дон Жуан. Літературними описами жорстоких зґвалтувань прославився Маркіз де Сад. Секс із неповнолітньою романтизує скандальний набоковський роман «Лоліта». Більшість літератури про зґвалтування жінок та їх переживання написана чоловіками.
Деякі фільми про зґвалтування:
- 120 днів Содому — натуралістична екранізація праці Маркіза де Сада, що зображує розмаїті форми сексуального насильства заможних чоловіків над жінками в закритому маєтку протягом чотирьох днів, більшість із них за межею девіації.
- Тринадцять причин чому (2017) — серіал за мотивами однойменного твору про колективне цькування та кількаразове зґвалтування дівчини однолітками у школі, а також сліпоту та марність шкільної системи психологічної допомоги, що лишають злочинця безкарним і приводять потерпілу до самогубства.
- Оповідь служниці (2018) — серіал про систему інституціоналізованих зґвалтувань фертильних жінок військовою елітою уявної постапокаліптичної Америки майбутнього в цілях «виживання людства» та під прикриттям екстремістської версії релігійного фундаменталізму, знятий за культовим однойменним романом Маргарет Етвуд.
- Доґвіль (2003) — класична стрічка Ларса фон Трієра з Ніколь Кідман про систематичні групові зґвалтування жінки мирною спільнотою як метафора про дозволеність насильства.
- Рашьомон (1950) — розкриває контекст сприйняття зґвалтування японським суспільством (зокрема, жінка просить чоловіка вбити її, аби уникнути сорому);
- Дівоче джерело (1962) — класичний фільм про помсту Інгмара Бергмана, сцени зґвалтування з якого було вирізано за вимогами цензури як «занадто відверті і недзвозначні».

- Незворотність (2002) — скандальна стрічка Гаспара Ное про буденність і безкарність сексуального насильства над жінками.
- У краю крові та меду (2011) — фільм зображає воєнне сексуальне насильство.
- Принцеса (2014) — про аб'юзивні стосунки чоловіка з 12-річною донькою його дівчини.
- Вона (2016) — за мотивами роману Філіппа Джиана.

Зґвалтування у музиці та відеокліпах:
- Пісня та кліп Lady Gaga «Till It Happens to You» офіційно присвячені проблемі сексуального насильства у кампусах.
- Українські пісня та кліп «Сонна дала» (Принципова Зміна та Буде Так), розміщені у вільному доступі без вікових обмежень, обурили спільноту пропагандою сексуального насильства, оскільки зображають у заохочувальному та гумористичному тоні секс із непритомною жінкою та використання її тіла як об'єкта в різних якостях на вечірці, наприклад, як підставки для їжі.

## Протидія
- Стамбульська конвенція
- Шведська модель
- Згода на секс
- Вік сексуальної згоди